# Фішич
Фішич (рум. Fișici) — село у повіті Бузеу в Румунії. Входить до складу комуни Бозіору.
Село розташоване на відстані 111 км на північ від Бухареста, 39 км на північний захід від Бузеу, 122 км на захід від Галаца, 72 км на південний схід від Брашова.

## Населення
За даними перепису населення 2002 року у селі проживали 113 осіб, усі — румуни. Усі жителі села рідною мовою назвали румунську.